# Sombron
Sombron is een bestuurslaag in het regentschap Nganjuk van de provincie Oost-Java, Indonesië. Sombron telt 1267 inwoners (volkstelling 2010).